# Dalihan Natolu (Silaen)
Dalihan Natolu is een bestuurslaag in het regentschap Toba Samosir van de provincie Noord-Sumatra, Indonesië. Dalihan Natolu telt 781 inwoners (volkstelling 2010).